# Ithaca College
Ithaca College es una universidad privada de Ithaca (Nueva York). Fue fundada por William Egbert en 1892 como conservatorio de música. El Ithaca College es conocido por sus programas relacionados con los medios de comunicación y los programas de entretenimiento dentro de la Escuela de Comunicaciones Roy H. Park y la Escuela de Música, Teatro y Danza del Ithaca College. La universidad tiene un enfoque de artes liberales, y ofrece varios programas pre-profesionales, junto con algunos programas de postgrado.

## Historia

### Inicios
El Ithaca College se fundó como Conservatorio de Música de Ithaca en 1892, cuando un profesor de violín local, William Grant Egbert, alquiló cuatro habitaciones y organizó la instrucción de ocho estudiantes. Durante casi siete décadas, la institución floreció en la ciudad de Ithaca, añadiendo a su plan de estudios musicales el estudio de la elocución, la danza, la educación física, la corrección del habla, la radio, los negocios y las artes liberales. En 1931, el conservatorio se constituyó como college privado con su nombre actual, Ithaca College. Se instaló originalmente en la Casa Boardman, que más tarde se convirtió en el Museo de Arte del Ithaca College, y fue incluida en el Registro Nacional de Lugares Históricos en 1971.

### Época moderna
En 1960 había unos 2 000 estudiantes. En la década de 1960 se construyó un campus moderno en South Hill, y los estudiantes se desplazaban entre el antiguo y el nuevo durante la construcción. El campus de la colina siguió creciendo en los 30 años siguientes hasta albergar a más de 6 000 estudiantes.
A medida que el campus crecía, la Universidad también empezó a ampliar su plan de estudios. En la década de 1990, las cinco facultades ofrecían unos 2 000 cursos repartidos en más de 100 programas de estudio. La universidad atrae a un alumnado multicultural con representantes de casi todos los estados de Estados Unidos y de 78 países extranjeros. En octubre de 2020, la universidad anunció la supresión de 130 de los 547 puestos de profesorado debido a la necesidad de recortar 30 millones de dólares del presupuesto de la escuela. Esto, a su vez, se dijo que era el resultado de la disminución de la matrícula. En otoño de 2020 se matricularon 4 957 estudiantes de grado, frente a los 5 852 de otoño de 2019 y los 6 101 de otoño de 2018.

### Rectores

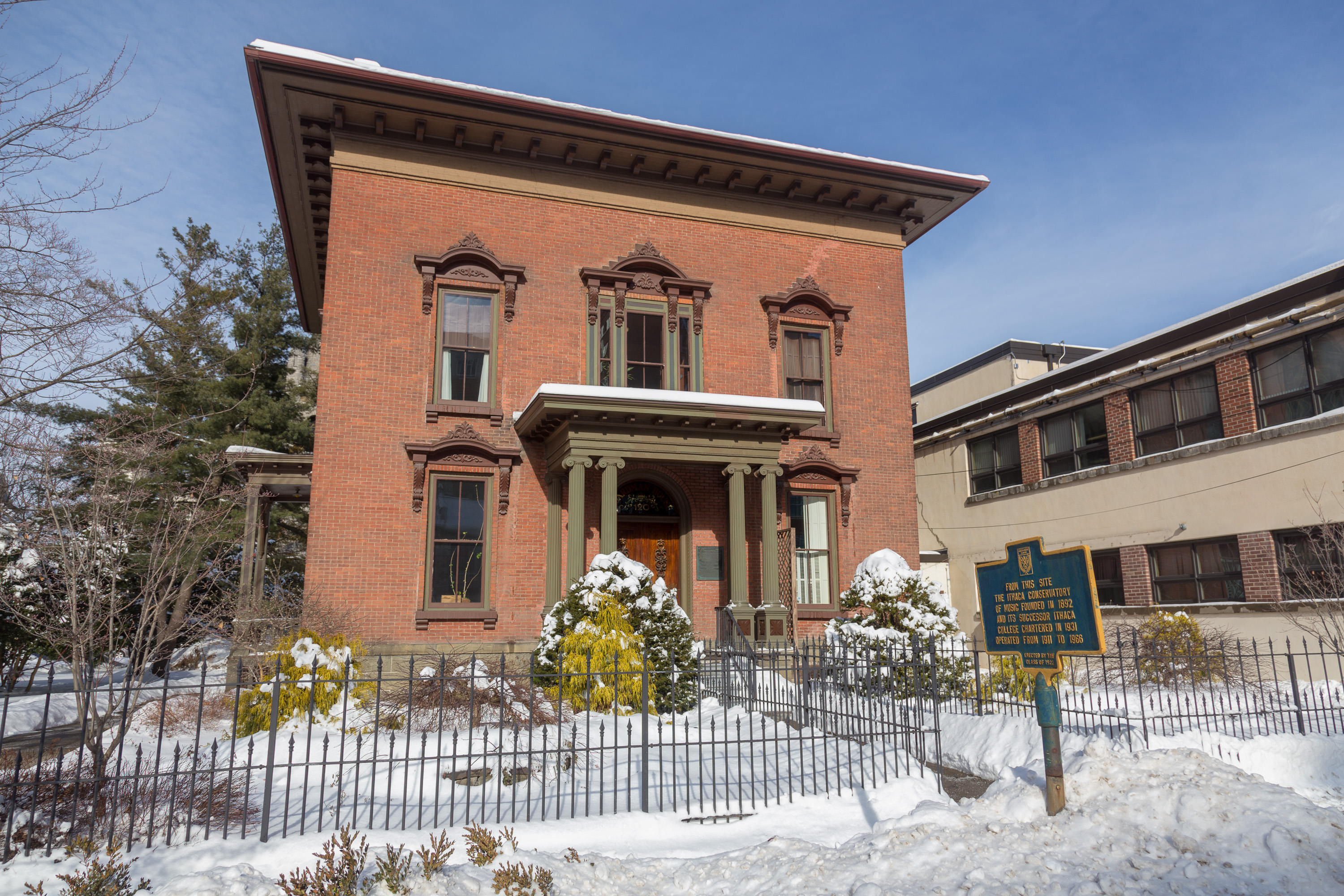
Boardman House, sede original del Conservatorio de Música de Ítaca

La actual rectora de Ithaca es la Dra. LaJerne Terry Cornish. Fue nombrada décima rectora del centro en marzo de 2022, tras haber ejercido como rectora interina desde el 30 de agosto de 2021.

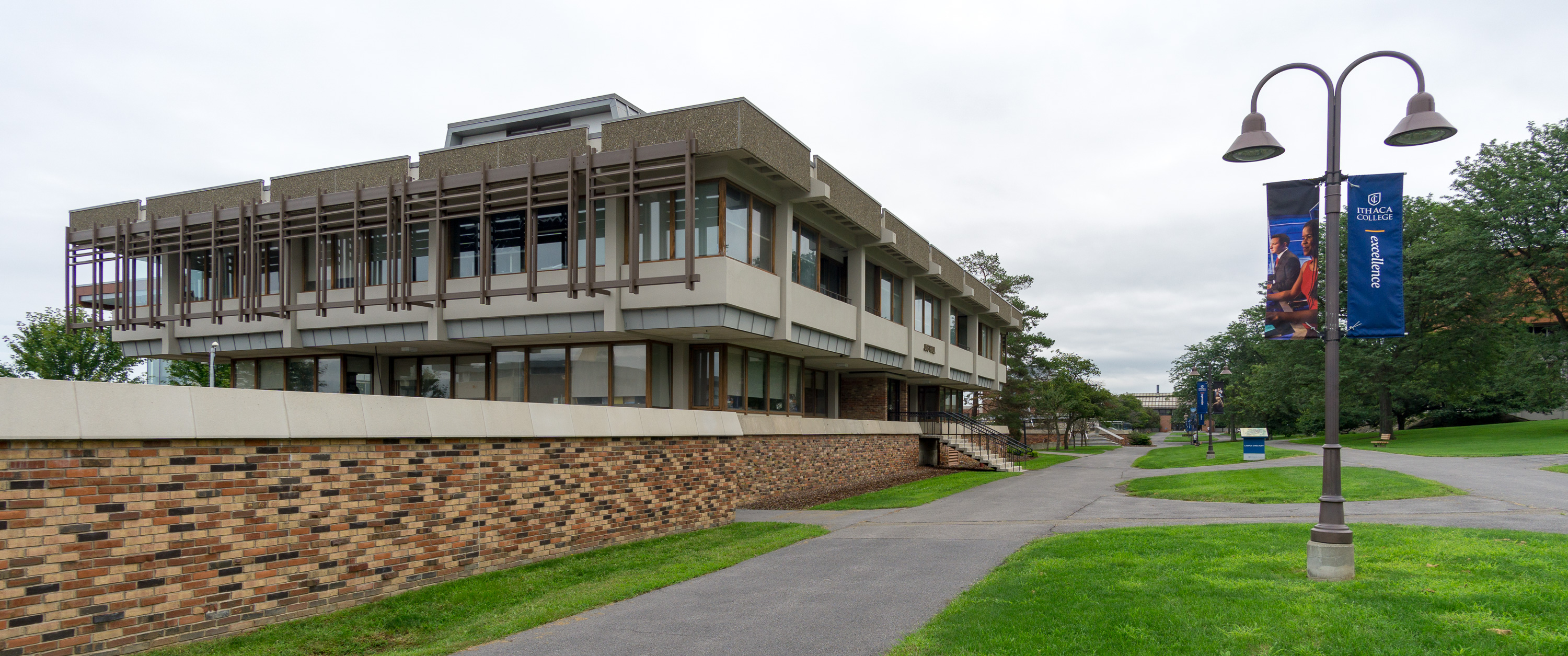
Sala de Trabajo

Sustituyó a Shirley M. Collado, que había dejado Ithaca College para convertirse en rectora y directora ejecutiva de College Track, un programa integral de finalización de estudios universitarios. Fue nombrada novena rectora de Ithaca College el 22 de febrero de 2017 y asumió el cargo el 1 de julio de 2017. Anteriormente fue vicerrectora ejecutiva y directora de operaciones en la Universidad Rutgers-Newark y vicepresidenta de asuntos estudiantiles y decana de la universidad en el Middlebury College. Es la primera estadounidense de origen dominicano en ser nombrada rectora de una universidad en Estados Unidos. Durante su mandato, Collado fue el centro de múltiples polémicas. Collado se enfrentó a una reacción violenta cuando estudiantes y profesores descubrieron que había sido acusada de abusar sexualmente de una paciente mientras trabajaba como psicóloga en Washington D. C., en 2000, y que había sido condenada por abuso sexual en 2001. Los estudiantes cuestionaron aún más su transparencia cuando anunció planes para recortar 116 profesores a tiempo completo, algunos de los cuales habían trabajado en la institución durante décadas, tras recibir un pago de 172 769 dólares. Finalmente, Collado anunció en julio de 2021 que dejaría el cargo en enero para convertirse en rectora y consejera delegada de College Track.
Collado sucedió a Thomas Rochon, que fue nombrado octavo rector del Ithaca College el 11 de abril de 2008. Rochon asumió el cargo de rector de la universidad tras Peggy Williams, que había anunciado el 12 de julio de 2007 que se retiraría del puesto a partir del 31 de mayo de 2009, tras un año sabático. Durante el semestre de otoño de 2015, estudiantes y profesores protagonizaron múltiples protestas centradas en el clima del campus y el liderazgo de Rochon. Tras varios sucesos con tintes racistas, como fiestas en casas de estudiantes y comentarios racistas en programas dirigidos por la administración, los estudiantes, el profesorado y el personal decidieron votar en contra de la confianza en Rochon. Los estudiantes votaron "no confianza" con un 72 % de no confianza, 27 % de confianza y 1 % de abstención. El profesorado votó un 77,8 % en contra y un 22,2 % a favor. Rochon se jubiló el 1 de julio de 2017.
| Rectores               | Vida      | Permanencia   |
| ---------------------- | --------- | ------------- |
| W. Grant Egbert        | 1867–1928 | 1892–1924     |
| George C. Williams     | 1874–1971 | 1924–1932     |
| Leonard B. Job         | 1891–1981 | 1932–1957     |
| Howard I. Dillingham   | 1904–1998 | 1957–1970     |
| Ellis L. Phillips Jr.  | 1926–2006 | 1970–1975     |
| James J. Whalen        | 1927–2001 | 1975–1997     |
| Peggy R. Williams      |           | 1997–2008     |
| Thomas Rochon          |           | 2008–2017     |
| Shirley M. Collado     |           | 2017–2021     |
| La Jerne Terry Cornish |           | 2021–presente |

## Campus

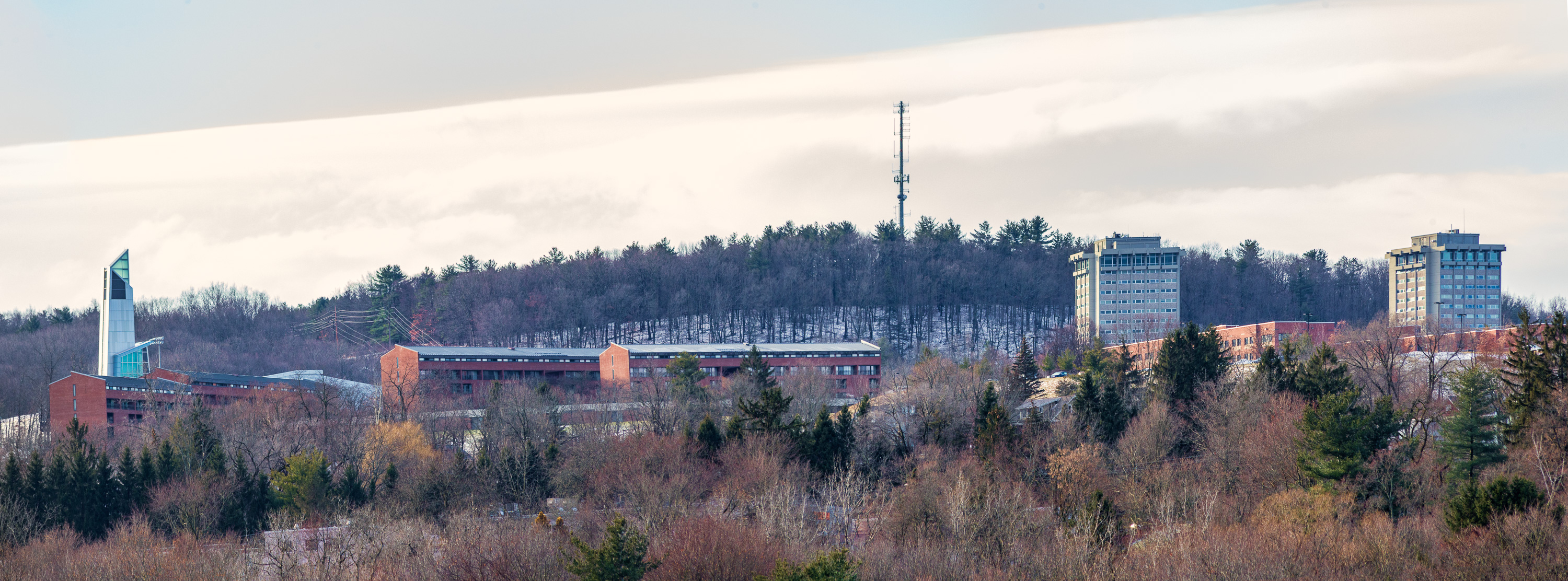
Ithaca College y South Hill, vistos desde Eddy Street

El campus actual del Ithaca College se construyó en la década de 1960 en South Hill. El último departamento académico de la universidad se trasladó del centro al campus de South Hill en 1968, con lo que se completó el traslado.

### Campus satélites
Además de su campus de Ithaca, el Ithaca College también ha gestionado campus satélite en otras ciudades. El Ithaca College London Center existe desde 1972. Ithaca dirige el Programa Ithaca College Los Ángeles en el Centro James B. Pendleton.

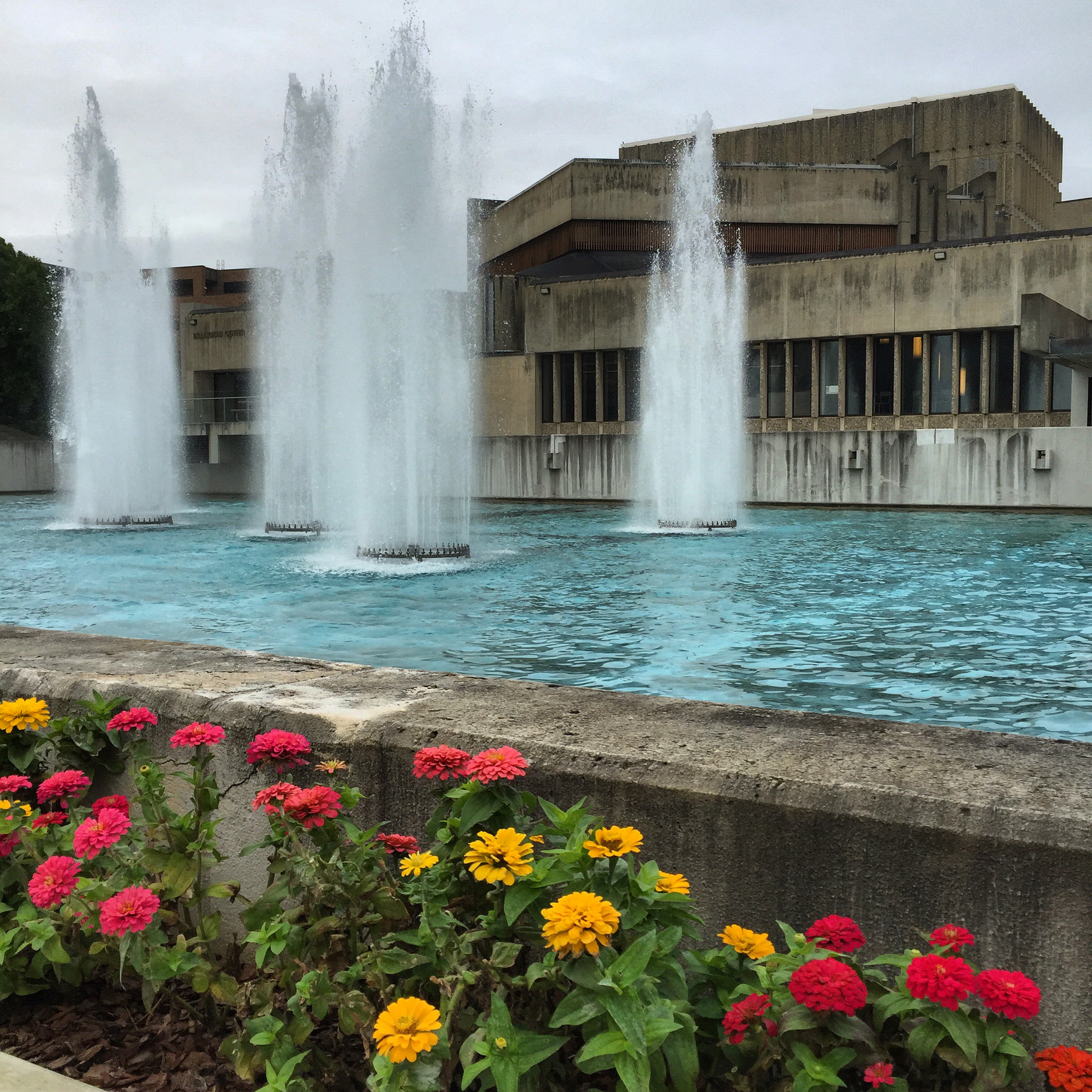
Centro Dillingham y fuentes

Los programas anteriores incluyen el Programa Ithaca College Antigua y el Programa Ithaca College Walkabout Down Under en Australia.
Ithaca College también opera programas de intercambio de inscripción directa con varias universidades, como la Universidad de Griffith, la Universidad de La Trobe, la Universidad de Murdoch, y la Universidad de Tasmania (Australia); Universidad del Deporte de Chengdu y la Universidad del Deporte de Beijing (China); la Universidad de Hong Kong (Hong Kong); la Universidad Masaryk (República Checa); la Universidad Internacional de Akita y la Universidad de Tsukuba (Japón); la Universidad de Hanyang (Corea); Universidad Tecnológica de Nanyang (Singapur); la Universidad de Valencia (España); y la Universidad de Jönköping (Suecia). Ithaca College también está afiliado a programas de estudios en el extranjero como IES Abroad y ofrece docenas de opciones de intercambio o estudios en el extranjero a los estudiantes.

## Estudios

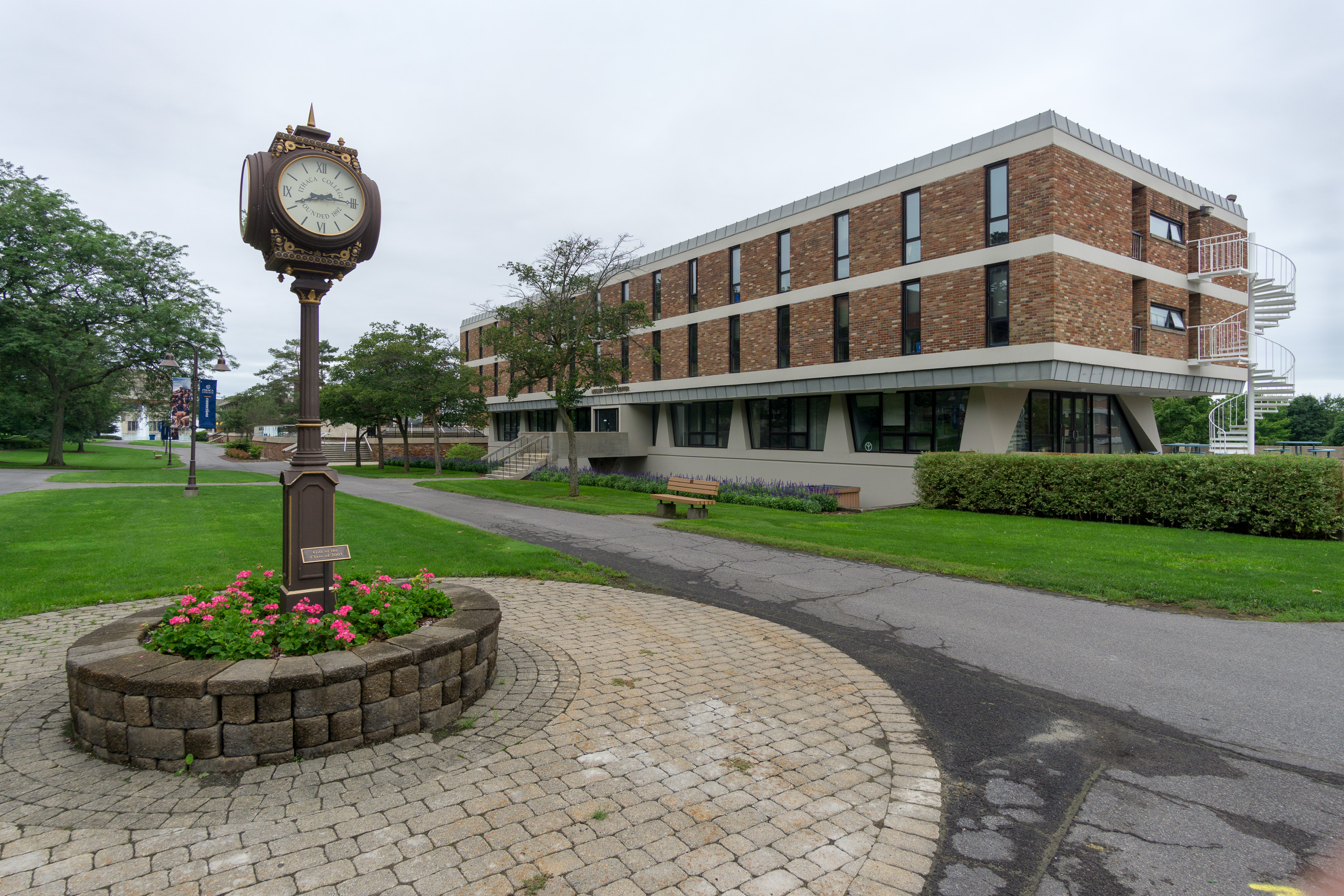
Centro de profesores Muller y reloj de la promoción de 2003

La universidad ofrece un plan de estudios con más de 100 titulaciones en sus cinco escuelas:
- Escuela de Negocios
- Escuela de Comunicación Roy H. Park
- Escuela de Ciencias de la Salud y Rendimiento Humano
- Facultad de Humanidades y Ciencias
- Escuela de Música, Teatro y Danza

Hasta la primavera de 2011, varios programas de grado interdisciplinares, junto con el Centro para el Estudio de la Cultura, la Raza y la Etnicidad, estaban alojados en la División de Estudios Interdisciplinares e Internacionales; en 2011, la división fue eliminada y sus programas, centros e institutos fueron absorbidos por otras escuelas.
En 2017, las carreras más populares incluían artes visuales y escénicas, profesiones de la salud y programas relacionados, negocios, gestión, marketing y servicios de apoyo relacionados y ciencias biológicas y biomédicas.

## Vida estudiantil

### Prensa y publicaciones
- The Ithacan es el periódico semanal oficial del Ithaca College, escrito, editado y publicado por estudiantes. El periódico es un recipiente constante de la Prensa Colegiada Asociada Premio Nacional Pacemaker; que ha recibido el Premio Nacional de Periódicos Pacemaker seis veces y el Premio en línea Pacemaker nueve veces (ambos más recientemente en 2015).[35] El Pacemaker ha sido ampliamente considerado el "Premio Pulitzer del periodismo colegial".[36] The Ithacan también ha recibido cinco veces el Premio Gold Crown de la Columbia Scholastic Press Association, la última vez en 2016.[35] The Ithacan también fue clasificado # 3 en la lista 2018 de los mejores periódicos universitarios de The Princeton Review.[37]
- Ithaca College Television (ICTV) es el canal de televisión universitaria gestionado por estudiantes más antiguo del mundo. Emitiendo desde 1958, ICTV está disponible en 26 000 hogares con cable.[38] También es uno de los canales de televisión gestionados por estudiantes más galardonados, con su programa de noticias, Newswatch, que ha recibido premios a la mejor emisión de noticias de organizaciones como la Asociación de Radiodifusores de la Prensa Asociada del Estado de Nueva York, la Sociedad de Periodistas Profesionales y Collegiate Broadcasters Inc. El programa también recibió el primer premio Emmy universitario de la Academia de Artes y Ciencias de la Televisión.[39] ICTV tiene su sede en la Facultad de Comunicación Roy H. Park. Aproximadamente de 15 a 20 equipos de producción trabajan simultáneamente, utilizando alrededor de 400 voluntarios cada semestre. La programación varía según el semestre, pero suele incluir programas de noticias, deportes, entretenimiento, guiones y podcasts.
- WICB es una emisora de FM de 4100 vatios gestionada por estudiantes que presta servicio al condado de Tompkins y más allá, llegando desde el norte de Pensilvania hasta el lago Ontario, con una audiencia potencial de más de 250 000 personas. La mayor parte de la programación de la WICB -que emite desde 91.7 en la banda de FM- es rock moderno, pero la emisora también emite una serie de programas especializados, que incluyen diversos géneros (como blues, Broadway, música de jam band y música "sin techo") que normalmente no se escuchan en las ondas públicas. Recientemente, los lectores del Ithaca Times votaron a la 92 WICB "Mejor emisora de radio". WICB también ha ganado el premio Woodie de MTV U a la mejor radio universitaria, mientras que Princeton Review clasifica a WICB como la primera emisora universitaria del país.[40][41]
- VIC Radio[42] es la segunda emisora de radio dirigida por estudiantes del Ithaca College. Anteriormente disponible en 105.9 FM, VIC Radio es ahora una emisora sólo en Internet. Es muy conocida por su maratón anual de 50 horas,[43] en el que cuatro DJs emiten durante 50 horas seguidas para recaudar fondos para organizaciones comunitarias locales.[44]
- Buzzsaw Magazine, antes Buzzsaw Haircut, se fundó en 1999 y es una revista alternativa mensual independiente escrita, producida y distribuida por estudiantes del Ithaca College. Es una publicación progresista cuyo objetivo es "publicar periodismo creativo original, comentarios y sátiras que trabajan para deconstruir la sociedad, la cultura pop, la política, la vida universitaria y las creencias occidentales dominantes". El asesor de la facultad es el crítico de medios Jeff Cohen, que también es el fundador del Centro Park para Medios Independientes de la universidad. En 2011, la organización añadió una nueva sección multimedia a Buzzsaw, titulada Seesaw, dedicada a crear documentales, piezas radiofónicas, gráficos interactivos y otras piezas multimedia para complementar la revista impresa y en línea. Buzzsaw también ha ganado varios premios nacionales, entre ellos el del Proyecto de Periodismo Alternativo de Campus al "Mejor sentido del humor" y los Premios de Periodismo Independiente de Campus de la Asociación de Prensa Independiente a la "Mejor publicación de campus con un presupuesto inferior a 10.000 dólares" y al "Mejor comentario político."[45]
- Park Productions es una unidad de producción profesional dentro de la Facultad de Comunicación Roy H. Park que permite a los estudiantes colaborar con profesores y profesionales de la industria para crear proyectos interdisciplinarios de medios de comunicación. Park Productions colabora con organizaciones comunitarias, agencias gubernamentales e instituciones de educación superior y ha producido más de 200 títulos, entre los que se incluyen documentales, largometrajes, cortometrajes, anuncios, exposiciones en museos, programas de televisión, medios educativos, corporativos y basados en la web. Entre sus premios y proyecciones con jurado figuran el LA Webfest, el Festival Internacional de Cine de México, los premios CINE, el Festival Internacional de Cine de Chicago, selecciones oficiales en el Festival de Cine y Vídeo de la Universidad de Miami, los premios Cinema in Industry, múltiples premios International Communicator, y los festivales de cine de Oberhausen, Montreal, Palm Springs y Hudson Valley.[46]
- Distinct Magazine se describe a sí misma como la "revista de moda del Ithaca College dedicada al estilo y la cultura de los estudiantes del campus...[pretende] romper los estereotipos de género y clase social en el mundo de la moda, y construir un espacio seguro para que la gente se exprese."[47] El primer número se publicó en línea en 2016. La revista se divide en cinco secciones de contenido: Moda, Belleza, Vida, Cultura y Salud y Fitness. Distinct se publica en papel dos veces por semestre (ediciones de otoño, invierno, primavera y verano).
- Embrace es una revista del IC que pretende "crear una plataforma en la que los estudiantes infrarrepresentados puedan ver una representación de sí mismos en el campus y en la sociedad".[48] La revista se divide en secciones de contenido LGBTQ+, Moda, Política y Noticias, Mente Cuerpo Espíritu, Narrativas Personales y Alumni Highlight. Se publicó por primera vez en febrero de 2016.

### Fraternidades
Históricamente, varias fraternidades y sororidades independientes y nacionales tenían secciones activas en el Ithaca College. Sin embargo, debido a una serie de incidentes de novatadas muy publicitados en la década de 1980, incluido uno en el que perdió la vida un estudiante, la administración de la universidad revaluó su política de fraternidades y sólo se permitió a las fraternidades de música profesional seguir afiliadas a la escuela.
A partir de 2018, quedan tres organizaciones fraternales reconocidas en el campus, todas ellas orientadas a la música:
- Phi Mu Alpha Sinfonia (Sección Delta)
- Sigma Alfa Iota (Capítulo Épsilon)
- Mu Phi Epsilon (Capítulo Lambda)

Una cuarta casa, la fraternidad de artes escénicas Kappa Gamma Psi (Capítulo Iota) quedó inactiva en 2008. Aunque hay planes potenciales para reactivar el capítulo, no está claro si esto será permitido o no debido a la política de la universidad sobre las fraternidades.
Sin embargo, hay varias organizaciones de letras griegas en Ithaca College que no están afiliadas a la escuela, y por lo tanto no están sujetas a los mismos privilegios de alojamiento o reglas que contribuyen a la seguridad de sus miembros, tales como las políticas de no beber alcohol. Además, aunque no es muy común, los estudiantes de Ithaca College pueden inscribirse en las casas griegas afiliadas a la cercana institución Universidad Cornell, sujetas a las normas de cada fraternidad o hermandad. Algunas organizaciones griegas afiliadas a Cornell reclutan activamente a estudiantes de Ithaca College.
Hay algunas fraternidades no afiliadas a las que algunos estudiantes de Ithaca College se unen - ΔΚΕ (Delta Kappa Epsilon), ΑΕΠ (Alpha Epsilon Pi), ΦΚΣ (Phi Kappa Sigma), ΦΙΑ (Phi Iota Alpha), ΛΥΛ (Lambda Upsilon Lambda), y ΚΣ (Kappa Sigma). También hay hermandades no afiliadas, como ΓΔΠ (Gamma Delta Pi), ΠΛΧ (Pi Lambda Chi), ΦΜΖ (Phi Mu Zeta).

## Deportes

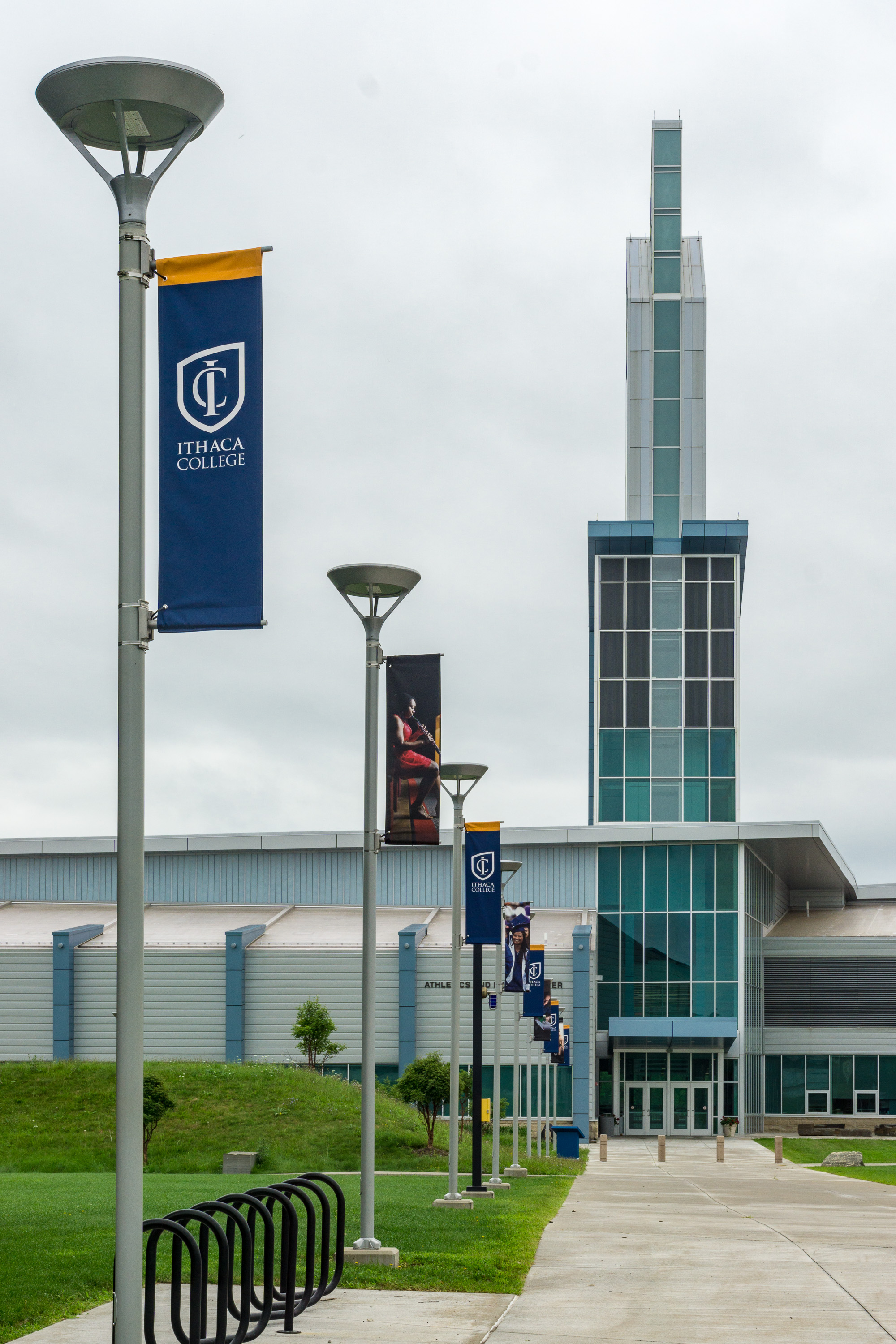
Centro de Deportes y Eventos

Ithaca compite en atletismo en la División III de la NCAA como miembro de la Liberty League y de la Eastern College Athletic Conference (ECAC). Ithaca tiene uno de los programas de atletismo más fuertes de la División III, como lo prueba que los Bombers han ganado un total de 14 títulos nacionales en siete deportes de equipo y cinco deportes individuales. Anteriormente, Ithaca era miembro del Empire 8.

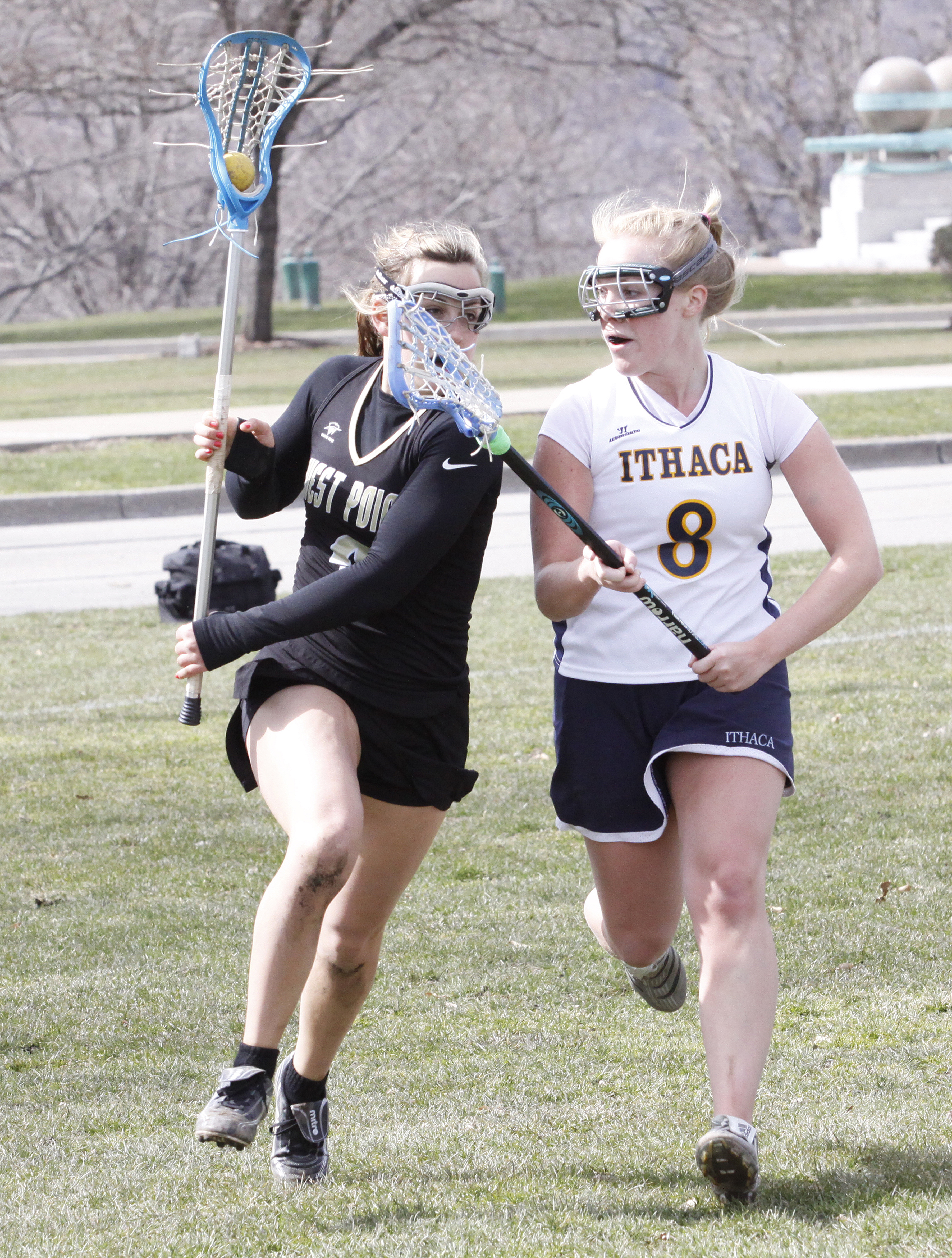
Un partido de lacrosse femenino entre los Bombarderos de Ithaca y los Caballeros Negros del Ejército en 2011.

El apodo deportivo de Ithaca "Bombers" es único en el atletismo de la NCAA, y los orígenes del apodo son oscuros. Los equipos deportivos del Ithaca College se llamaban originalmente los Cayugas, pero el nombre fue cambiado a los Bombers en algún momento de la década de 1930. Otros nombres que se han utilizado para los equipos del Ithaca College son Blue Team, Blues, Blue and Gold, Collegians y Seneca Streeters. Se han planteado varias posibilidades para el cambio a "Bombers". La explicación más común es que los uniformes de béisbol de la escuela -blancos con rayas azul marino y una "IC" entrelazada en el pecho izquierdo- guardan un gran parecido con los distintivos uniformes locales de los New York Yankees, conocidos como los Bronx Bombers. También puede hacer referencia al equipo de baloncesto de Ithaca de aquella época y a su propensión a lanzar "bombas" a media cancha. Las Aeronaves Grumman también fabricaron aviones, entre ellos bombarderos, en Ithaca durante muchos años. La primera referencia a los "Bombers" de la que se tiene constancia apareció en el número del 17 de diciembre de 1938 del Rochester Times-Union en un artículo sobre baloncesto masculino.
En ocasiones, el nombre ha suscitado polémica por sus connotaciones violentas. Algunas veces ha suscitado la ira de la prominente comunidad pacifista de Ithaca, pero el departamento de atletismo ha declarado sistemáticamente que no tiene intención de cambiar el nombre. El logotipo de atletismo ha incorporado en el pasado aviones de combate de la época de la Segunda Guerra Mundial, pero actualmente no lo hace, y la escuela no tiene actualmente una mascota física que personifique el nombre. En 2010, la escuela lanzó un concurso para elegir una. Recibió más de 250 sugerencias y redujo la lista a tres: un ave fénix, una ardilla voladora y una bestia del lago. En junio de 2011, el presidente Rochon anunció que la escuela suspendería la búsqueda debido a la oposición de la comunidad de antiguos alumnos.
Ithaca College remodeló el Hill Center en 2013. El edificio cuenta con suelos de madera (Ben Light Gymnasium), así como oficinas de entrenadores. El edificio alberga los equipos de baloncesto masculino y femenino de Ithaca, el equipo de voleibol femenino, lucha libre y gimnasia. Ithaca también inauguró el Centro de Atletismo y Eventos en 2011, una instalación de 65,5 millones de dólares financiada por donantes. Las instalaciones son utilizadas principalmente por los atletas universitarios de la escuela. Cuenta con una piscina olímpica de 47 000 pies cuadrados y 9 carriles de 50 metros. El edificio también cuenta con el Glazer Arena, un espacio para eventos de 130.000 pies cuadrados. Es un centro de atletismo que también sirve de campo de prácticas para lacrosse, hockey sobre hierba, fútbol, béisbol, tenis y fútbol americano. La instalación fue diseñada por el estudio de arquitectura Moody Nolan y comenzó a construirse en junio de 2009.
Entrenado por Jim Butterfield durante 27 años, el equipo de fútbol ha ganado tres campeonatos de fútbol de la División III de la NCAA en 1979, 1988 y 1991 (un total sólo superado por Augustana College, Mount Union y Wisconsin-Whitewater). Los equipos de fútbol americano de los Bombers lograron un récord de siete apariciones en el partido del campeonato nacional de la División III, el Amos Alonzo Stagg Bowl, que desde entonces ha sido superado por Mount Union en 2003. Los Bombers se enfrentan a los Red Dragons de SUNY Cortland por la Cortaca Jug, que se añadió en 1959 a una rivalidad ya de por sí competitiva. Este enfrentamiento es uno de los más destacados del fútbol universitario de la División III.
La gimnasia ganó el campeonato nacional de la División III de la NCAA en 1998.
El hockey sobre hierba femenino ganó el Campeonato de Hockey sobre Hierba de la División III de la NCAA en 1982.
Los programas de tripulación masculina y femenina se encuentran en el Centro de Remo Robert B. Tallman, un cobertizo para botes de 2,6 millones de dólares inaugurado en 2012. El nuevo centro sustituyó al Centro de Remo Haskell Davidson, construido en 1974 en Cayuga Inlet. El antiguo cobertizo fue demolido para hacer sitio a las nuevas instalaciones. Con 8 500 pies cuadrados, el cobertizo para botes de Tallman es casi el doble de grande que la estructura anterior.

## Sostenibilidad

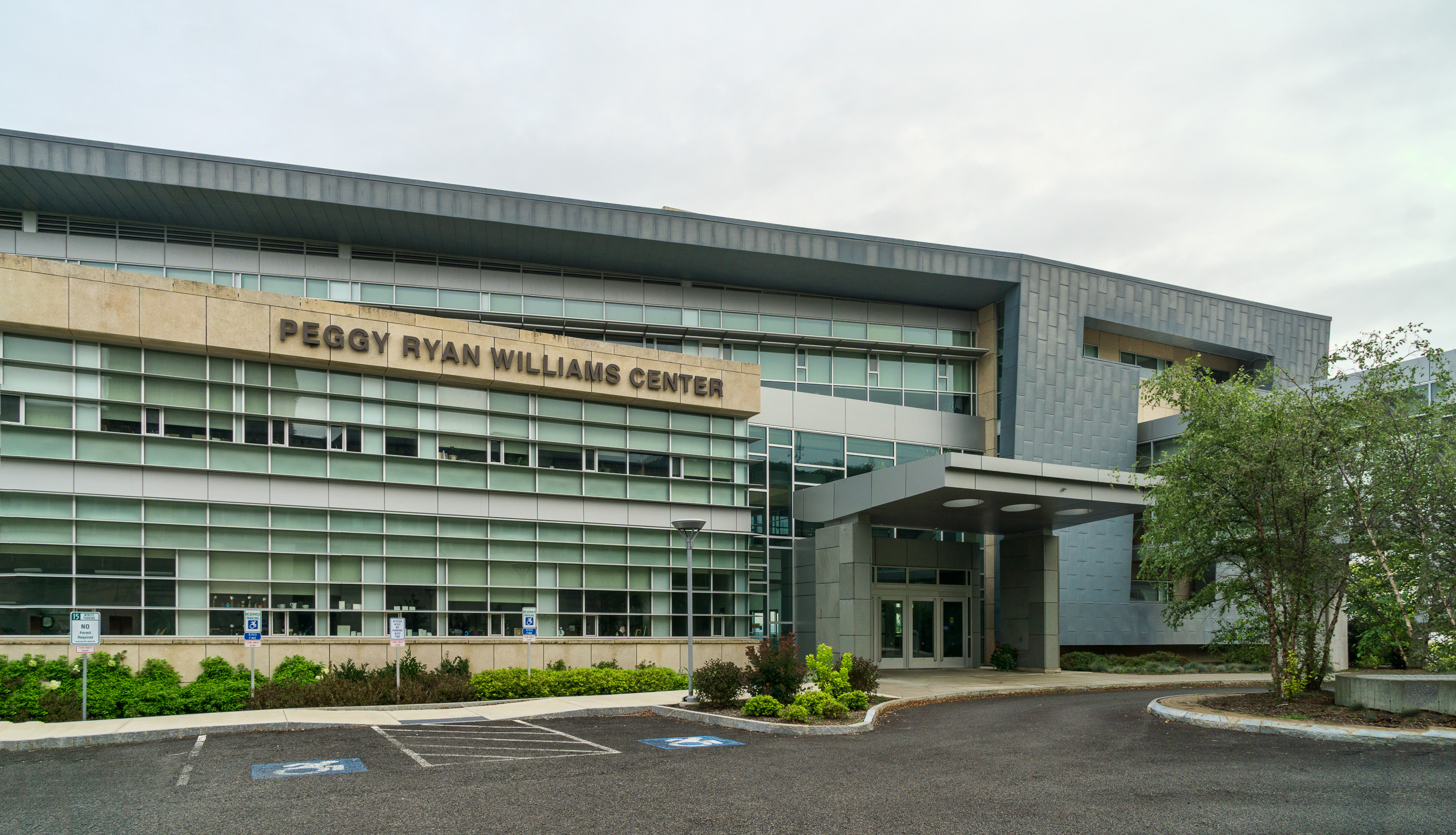
El Centro Peggy Ryan Williams cuenta con la certificación LEED Platino.

La Escuela de Negocios de Ithaca fue la primera escuela de negocios universitaria del mundo en conseguir la certificación LEED Platino, junto con la Universidad de Yale, que obtuvo la segunda. El Centro Peggy Ryan Williams de Ithaca también cuenta con la certificación LEED Platino. Utiliza ampliamente la luz diurna en los espacios ocupados. Hay sensores que regulan la iluminación y la ventilación en función de la ocupación y la luz natural. Más del 50 % de la energía del edificio procede de fuentes renovables, como la eólica. La universidad también cuenta con un edificio certificado LEED Gold, el Centro de Atletismo y Eventos. La universidad composta los residuos de su comedor, gestiona un programa ecológico de mudanza "Tómalo o déjalo" y ofrece una opción de vida sostenible. También lleva a cabo un programa de recogida y reutilización de material de oficina, así como un programa de educación para la sostenibilidad durante la orientación de los nuevos estudiantes. Ithaca recibió una calificación de B- en el Informe de Sostenibilidad Universitaria 2009 del Instituto de Dotaciones Sostenibles y una A- en 2010.
En 2017, Ithaca College fue incluida en la lista de las mejores "universidades verdes" de Princeton Review por ser ambientalmente responsable.

### Compromisos de actuación frente al cambio climático
En la primavera de 2007, la entonces presidenta Peggy R. Williams firmó el Compromiso Climático de los Presidentes de Colegios y Universidades Estadounidenses (ACUPCC), comprometiendo al Ithaca College a desarrollar una estrategia y un plan a largo plazo para alcanzar la "neutralidad de carbono" en algún momento del futuro. En 2009, el Consejo de Administración del Ithaca College aprobó el Plan de Acción Climática del Ithaca College, que aboga por la neutralidad del 100 % de las emisiones de carbono para 2050. En 2009, el Consejo de Administración del Ithaca College aprobó el Plan de Acción Climática del Ithaca College, que aboga por la neutralidad del 100 % de las emisiones de carbono para 2050 y ofrece un plan de acción a 40 años para trabajar hacia ese ambicioso objetivo.

### Perfil energético
La universidad adquiere el 100 % de su electricidad de fuentes renovables. Incluidas las compensaciones de un huerto solar, el consumo total de energía de la universidad es neutro en carbono en un 45 %.

### Inversiones en energía
El colegio aspira a optimizar el rendimiento de las inversiones y no invierte la dotación en proyectos de sostenibilidad en el campus, fondos de energías renovables o fondos de préstamos para el desarrollo comunitario. La política de inversiones del colegio se reserva el derecho del comité de inversiones a restringir las inversiones por cualquier motivo, lo que podría incluir factores medioambientales y de sostenibilidad.

### Impacto comunitario
Aunque el Paisaje Natural del Ithaca College ha emitido una declaración en la que afirma que el Ithaca College debería unirse a los esfuerzos que piden una moratoria sobre la perforación horizontal y la fracturación hidráulica de alto volumen ("agua resbaladiza"), o fracking, el colegio en su conjunto se ha negado a emitir una declaración al respecto.

## Antiguos alumnos destacados
Ithaca College cuenta con más de 70.000 antiguos alumnos, con clubes en Boston, Chicago, Connecticut, Los Ángeles, Metro Nueva York, Capital Nacional, Carolina del Norte y del Sur, Filadelfia, Rochester (NY), San Diego y el sur de Florida. Los actos de los antiguos alumnos se organizan en colaboración con los clubes de cada ciudad y a través de un programa denominado "IC on the Road".

## Profesorado destacado
Entre los profesores actuales y anteriores del Ithaca College destacan:
- Asma Barlas, política, directora del Centro de Estudios de Cultura, Raza y Etnicidad. Especializada en política comparada e internacional; mujer, género e islam; islam y hermenéutica coránica.
- Rick Beato, educador y productor musical
- Jeff Cohen, periodista y director fundador del Park Center for Independent Media; crítico y comentarista de medios de comunicación, autor, fundador del grupo de vigilancia de medios Fairness & Accuracy in Reporting (FAIR)
- Patrick Conway, famoso director de orquesta de principios del siglo XX
- Andrew Ezergailis, historiador, experto en la historia de Letonia en el siglo XX.
- Robert Allen Iger, ejecutivo estadounidense del sector de los medios de comunicación, consejero delegado de The Walt Disney Company.
- A. Van Jordan, poeta
- Marisa Kelly, politóloga, Presidenta de la Universidad Suffolk de Boston, Massachusetts
- Nicholas Muellner, artes, ciencias y estudios de los medios de comunicación; fotógrafo y escritor cuya obra ha sido aclamada por la revista Time y la Fundación Photo-Aperture de París
- Alex Perialas, tecnología de grabación de sonido; aclamado ingeniero de audio y productor discográfico conocido por su extensa labor durante la "edad de oro" del thrash metal.
- Rod Serling, comunicación; creador, productor y presentador de The Twilight Zone (La dimensión desconocida)
- Saviana Stănescu, teatro; poeta, dramaturga, analista de guiones, periodista
- Gordon Stout, música; percusionista, compositor, especializado en marimba
- Fred A. Wilcox, escritura; escritor de no ficción, escritor de ficción, experto en la guerra de Vietnam y los efectos del uso estadounidense del agente naranja en los militares estadounidenses y en el pueblo vietnamita (jubilado en 2014)
- Dana Wilson, catedrático de música Charles A. Dana; compositor, pianista de jazz